# منفضات الغبار

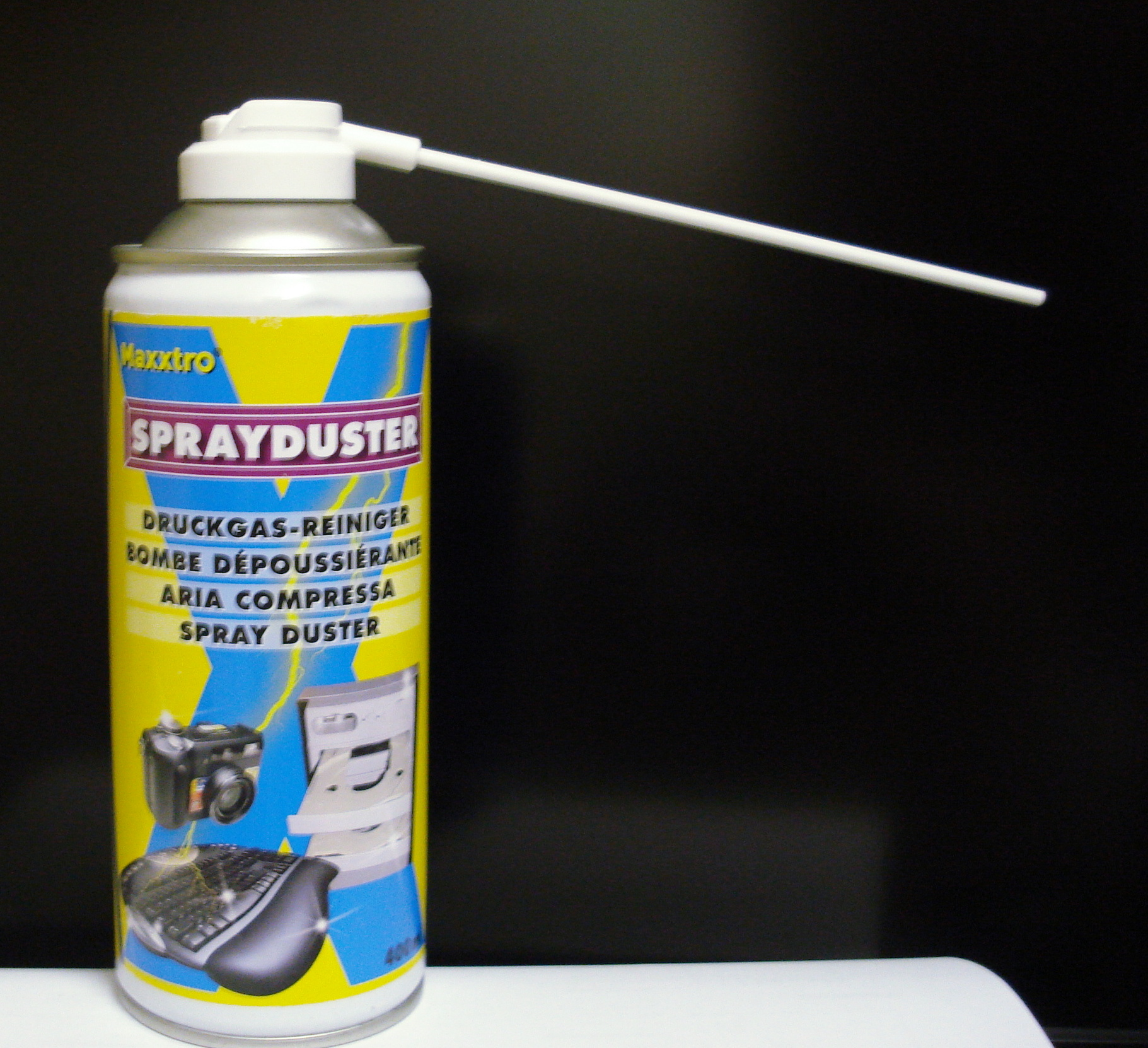
علبة رشاش هواء (Sprayduster)

رشاش الهواء ، ويعرف كذلك بالغاز المعلب أو الغاز المضغوط  ، وهو منتج يستعمل لتنظيف الادوات الإلكترونية من الغبار والأجهزة الحساسة التي لا يمكن تنظيفها بالماء.
غالبا ما يكون هذا المنتج على شكل أسطوانة بمجرد الضغط على المرش في الأعلى يتدفق تيار الهواء المضغوط من خلال الفوهة في الأعلى ، و بالرغم من التسمية "هواء مضغوط أو "الهواء المعلب"، إلا أنها لا تحوي غاز فعليًا (مثلاً لا تحوي غاز الاوكسجين O2، أو النيتروجين N2)، وبدلاً من ذلك تحوي غازات أخرى قابلة للتحول إلى سائل عند ضغطه. سائل الهواء الفعلي غير عملي حيث أنه لا يمكن تخزينه في علبة صفيح وذلك بسبب الضغط الشديد والمتطلبات الخاصة بدرجات الحرارة
غازات التنظيف المتعارف عليها تشمل الألكانات الهيدروكربونية ، ومثالها غاز البيوتان، البروبان والايزوبيوتان بالإضافة إلى مركبات الفلوروكربون مثل 1,1- ديفلوروإيثان أو 1,1,1-ثلاثي فلورو الإيثان أو 1,1,1,2-رباعي فلورو الإيثان والتي تُستخدم بسبب انخفاض قابليتها للاشتعال.
يجب توخي الحذرعند استعمالها حيث أن استنشاقها يؤثر على صحة الإنسان من الناحية النفسية وأحيانا تؤدي إلى الوفاة.

## تاريخ تصنيع علب الهواء المضغوط
تم تقديم أول براءة اختراع لعلب الهواء المضغوط المحمولة باليد في عام 1930 ، من قبل شركة إي سي براون، ويعود الفضل إلى تابان دي ويت باعتباره المخترع الحصري للمنتج.
وتصف براءة الاختراع المنتج بأنه وحدة منفردة الأداة تُحمل باليد تشمل علبة حديد يعلوها فوهه يتدفق من خلالها السائل حين يتم استعمال القوة العضلية للضغط على المرش لحظة استعمالها.

## الإستعمالات
يستعمل الغاز المضغوط لتنظيف الغبار عن الأسطح الحساسة التي لا يجب ترطيبها عند المسح ، ومثالها لوحة المفاتيح الخاصة بالكمبيوتر وعند استعمالها يجب مراعاة حملها بالشكل الصحيح بحيث يكون البخاخ إلى الأعلى بحيث يخرج الهواء بشكل مستقيم على السطح المراد تنظيفه ، واستعمالها بشكل مقلوب يؤدي إلى تدفق سائل على الأسطح عوضًا عن الهواء.
عند خروج السائل من الصفيحة المعدنية تكون درجة غليانه على درجة حرارة منخفضة و بسرعة يتم تبريد أي سطح يلامسه ويمكن أن يتسبب ذلك في لسعة تجمد تتراوح بين الخفيفة إلى المتوسطة إذا لامست الجلد ، وخصوصًا عند استعمال الصفيحة بالشكل المقلوب ، وكذلك تصبح الصفيحة المعدنية باردة جدًا حتى خلال استعمالها في مرات أخرى مما سيؤدي إلى حروق باردة. 
ممكن استعمال هذا المنتج كرشاش تجميد، وأغلب الأنواع منه تحوي مركبات الكربون الهيدروفلورية 134 a الرباعي فلوريثان والتي تستخدم بشكل واسع كمادة دافعة أو للتبريد. وتباع المادة أحيانا بسعر مرتفع بحيث أصبح استعمال المصدرالأقل سعرًا منها لإنتاج عبوات منظف الغبار.

## تعليمات الصحة والسلامة
بما أن بخاخات تنظيف الغبار غازات قابلة للأستنشاق وسوء الإستعمال هناك العديد من شركات التصنيع قامت بوضع قانون لردع الأشخاص من إساءة استعمال المنتج وأصدرت كذلك بعض الولايات الأمريكية وبريطانيا العظمى قوانين لكل من يسيء استعمال هذه المنتجات بما في ذلك قانون يمنع بيعً لمن هم دون سن الثامنة عشر لما قد يتم سوء فهم عبارة هواء مضغوط حيث انه في لحظة استنشاقه يحل الغاز محل الأكسجين في الرئتين مما يتسبب في إزالة ثاني أكسيد الكربون من الدم وسيعاني الشخص من حالة نقص الاوكسجين أو ما يعرف ب نقص الأكسدة.
وخلافًا للمعتقدات السائدة بأن أكثر الأثار النفسية لهذه المواد القابلة للاستنشاق ليست ناتجة عن نقص الاوكسجين. إن شعورالنشوة والارتياح ناتج عن بعض المركبات التي تدخل في تصنيع هذه المنتجات كما الحال في ادوية العلاج النفسي، لم يتم تحديد الية عملها في الجسم ولكن اغلب الشكوك تتجه أن لديها نفس مركبات الكحول وسوء الإستعمال سيؤدي إلى إتلاف خلايا الدماغ والأعصاب مما ينتج عنها الشلل أو الوفاة.
وأخيرًا يجب التنويه بأن صفائح منظف الغبار المضغوط أحيانا تحوي مادة مضغوطة فإنها تصنف مادة قابلة للإنفجار ويجب توخي الحذر عند التعامل معها.

## الاثار البيئية

### الاحتباس الحراري
إن الديفلورويثان (HFC-152a)، وثلاثي فلوريد الإيثان (HFC-143a)، وترافلورووريثان (HFC-134a) غير القابل للاشتعال تماما، و هي غازات دفيئة قوية. ووفقا للفريق الحكومي الدولي المعني بتغير المناخ، فإن إمكانات الاحتباس الحراري العالمي ل HFC-152a وHFC-143a وHFC-134a هي 124 و4470 و1430 على التوالي. واحتمالية الاحتباس الحراري إلى تأثير الاحتباس الحراري العالمي بالمقارنة مع ثاني أكسيد الكربون لكتلة الوحدة. 1 كجم من مركبات الكربون الهيدروفلورية-152a تعادل 124 كجم من ثاني أكسيد الكربون.

### ترقق طبقة الأوزون
تباع هذه المنتجات في أغلب البلدان بأنها صديقة لطبقة للأوزون وهناك فرق بين الاحتباس الحراري وترقق طبقة الأوزون.

## البدائل
إن منفضات الغبار الهوائية التي تستعمل الهواء الصحيح متوفرة في الأسواق وتستعمل على الأغلب لفترة أقل من المنفضات الكيميائية ويمكن إعادة تعبئتها. وللمحافظة على البيئة والسلامة العامة أصبح الإتجاه نحو استعمال مضخات الهواء اليدوية والإلكترونية والتي يندفع منها هواء بمقدار عشرة أضعاف علب الهواء المضغوط وأكثرها أمان بحيث لا تحوي مواد كيماوية سامة وصديقة للبيئة ولا يمكن تجميدها أو إساءة استعمالها واخر منتج ميكانيكي هوائي لتنفيض الغبار هو منفاخ هواء الكاميرا ويستعمل لتنظيف عدسات الكاميرات.